# Mar delle Andamane
Il mar delle Andamane (in birmano မုတ္တမ, Mottama, IPA: [moʊʔtəma̰]; in thailandese ทะเลอันดามัน, Thale Andaman) o anche in passato mare di Birmania, è un mare facente parte dell'Oceano Indiano e posto al sud-est della baia del Bengala, al sud della Birmania, a ovest della Thailandia e a est delle isole Andamane, da cui prende il nome.

## Geografia

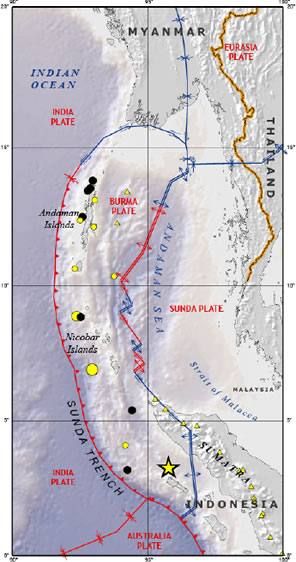
L'attività sismico/vulcanica del mare delle Andamane.

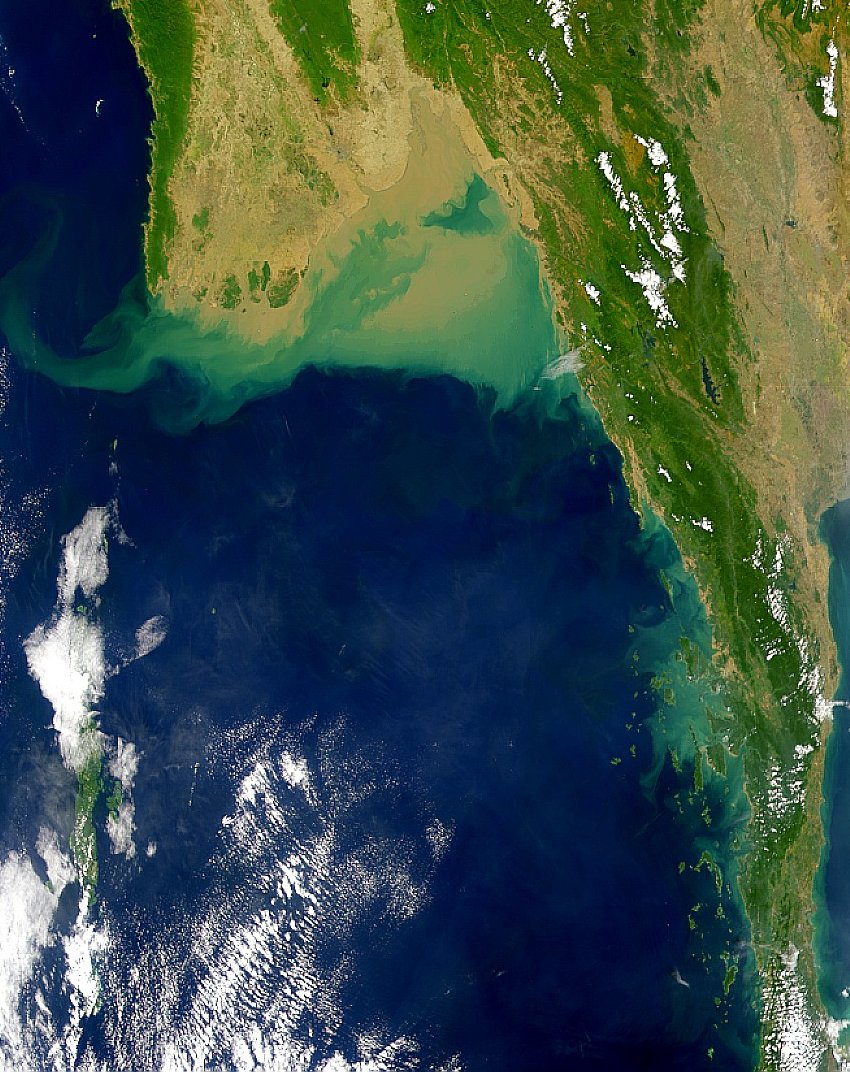
Immagine satellitare del mare delle Andamane

Facente parte dell'Oceano Indiano, è lungo approssimativamente 1.200 chilometri (nord-sud) e largo 650 chilometri (est-ovest), con una superficie di 797.700 km². Nel sud-est il mare delle Andamane forma lo stretto di Malacca, che separa la penisola Malese dall'isola di Sumatra.

## Placche tettoniche
Nel fondo oceanico del mar delle Andamane corrono da nord a sud due placche tettoniche: la placca birmana e la placca della Sonda, che si crearono con continui scontri fra la placca euroasiatica e quella indiana. Come risultato il fondo marino si espanse formando una conca marginata che cominciò la sua formazione fra i 3 e i 4 milioni di anni fa.

## Attività vulcanica
A est della principale isola dell'arcipelago delle Andamane, la grande Andamana, si trova l'isola Barren su cui c'è un vulcano attivo (l'unico del subcontinente indiano), Quest'attività vulcanica è provocata per la subduzione della placca indiana sull'arco delle isole Andamane che fa emergere magma nella placca della Birmania.